# 몽테레지
몽테레지(프랑스어: la Montérégie)는 몬트리올 남쪽과 동쪽을 에워싸는 퀘벡주의 행정지구로, 북쪽으로는 세인트로렌스강, 남쪽으로는 미국 국경과 맞닿아있다. 몽테레지 행정지구는 로렌시아산맥과 애팔래치아산맥 사이에 있는 몽테레지 언덕에서 그 이름을 따왔으며, 언덕은 행정지구 곳곳에 위치해있다. 몽테레지는 지역 협의회 세 곳, 15개 지방 자치구, 177개의 지방 자치 단체 및 2개의 원주민 보호 구역으로 이루어져있다.

## 어원
'몽테레지' (Montérégie) 내지는 이 지역에 살고 있는 몽테레지앵 (montérégien)이라는 이름은 라틴어의 몬스 레기우스 (mons régĭus)에서 따온 지명인 몽루아얄 (Mont Royal)에서 비롯되었다. 몬트리올 섬에 있는 몽루아얄은 몽테레지 지역 바깥에 있는 언덕이지만 몽테레지 언덕 중 하나이기도 하다. '몽테레지'라는 이름은 1903년에 캐나다의 지리학자인 프랭크 도슨 애덤스가 생로랑 평원에 있는 언덕들을 지칭하기 위해 암석학 연구 차원에서 고안하였다. 몽루아얄 외에도 에스트리에 있는 몽메강틱과 바스로랑티드 지역에 있는 오카 언덕 또한 몽테레지 언덕에 속한다.

## 산업
몽테레지의 산업은 농업과 농산품 제조 및 판매가 대부분을 차지하며, 관광업 또한 지역 경제에 있어서 중요한 역할을 맡고 있다.

### 농업
몽테레지는 흔히 '퀘벡의 음식 저장고'라고 불리며 퀘벡 남쪽의 농산물 재배에 적절한 소양과 기후로 풍부한 식품과 농산물이 나는 곳이다. 축산 쪽에서는 양고기, 돼지고기, 가금류로 유명하고 그 외에도 각종 관상 식물과 과일, 채소 등을 재배한다. 몽테레지는 또한 퀘벡에서 가금류, 양돈, 유제품은 물론 과일, 포도주, 비닐 하우스 농산물 등이 가장 많이 생산되는 곳이기도 하다. 최근에는 버찌나무, 탱자나무, 딱총나무 및 조경용 나무와 주류 양조 등이 몽테레지 농가에서 새로운 작물로 인기를 얻고 있다.

### 제조업
몽테레지의 경제는 대부분 농업에서 비롯되었기 때문에 농산품 가공 공장이 많지만 그 외에도 자동차 조립, 금속 제련, 제철 공장 등도 상당수를 차지한다. 또한 마이크로 전자 장치 제조와 같은 첨단 산업 또한 이 지역의 농업 중심의 경제를 다양화하는 요인이기도 하다. 한편 에너지 생산 쪽에서는 보아르노아의 수력 발전용 댐과 같이 퀘벡의 수력 에너지 발전에도 중요한 역할을 하고 있는 곳이다.

### 관광업
몽테레지는 퀘벡에서 가장 큰 도시인 몬트리올과 지리적으로 가까운 관계로 이는 지역의 역사적, 문화적 발전에도 적지 않은 영향을 미쳤다. 17세기에서 18세기 사이에 지어진 성벽, 운하 등 역사적 명소는 관광객들을 이끄는 데 크나큰 기여를 하고 있다. 또한 지역의 사탕 단풍나무밭, 과수원, 양조장과 포도밭을 직접 보고 체험할 수 있는 농업 관광도 최근에는 인기를 끌고 있는 편이다. 그 외에도 지역 곳곳에 퍼져있는 자전거 도로와 리슐리외 공원, 샹플랭 호수 등 각종 공원과 생태 보호 구역도 관광객의 이목을 끄는 대목이기도 하다.

## 행정
퀘벡 주의 각 행정지구는 보통 그 지구의 선출직 지역간담회 (Conférences régionales des élus, CRE)에서 그 지역의 행정을 맡는데, 몽테레지는 예외적으로 세 개의 지역구 (롱괴이, 몽테레지에스트, 발레뒤오트생로랑) 로 나뉘어 총 세 개의 지역간담회에서 지역구의 행정을 도맡는다. 각 지역구의 대표는 지역간담회에 참석하는 선출직 대표 중 한 명을 호선해서 선출하고 이에 따라 몽테레지 지역을 대표하는 사람은 총 세 명으로 나뉘게 된다. 또한 각 지역구는 그 지역구에 속해있는 지역 카운티 공동체를 관할하게 된다.
몽테레지에는 총 14개의 지방자치구 (Municipalités régionales de comté, MRC) 가 있는데, 롱괴이 지역구는 롱괴이 지방자치구를 맡게 되고, 몽테레지에스트 지역구는 몽테레지 동쪽에 있는 9개 지방자치구를, 발레뒤오트생로랑 지역구는 몽테레지 서쪽에 있는 5개 지방자치구와 더불어 원주민 보호구역 두 군데를 관할한다.

### 롱괴이 도시권
- 롱괴이 도시권 / 롱괴이 지방자치구 (Agglomération de Longueuil / CRE de Longueuil)
  - 롱괴이 (Longueuil) - 자치구청 소재지
  - 브로사르 (Brossard)
  - 생랑베르 (Saint-Lambert)
  - 부셰르빌 (Boucherville)
  - 생브루노드몽타르빌 (Saint-Bruno-de-Montarville)

### 몽테레지에스트
- 라발레뒤리슐리외 지방자치구 (CRE de La Vallé-du-Richelieu)
  - 블뢰일 (Belœil)
- 레마스쿠탱 지방자치구 (CRE des Maskoutains)
  - 생티야생트 (Saint-Hyacinthe)
- 루빌 지방자치구 (Rouville)
  - 마리빌 (Marieville)
- 라오트야마스카 지방자치구 (CRE de La Haute-Yamaska)
  - 그랜비 (Granby)
- 르오리슐리외 지방자치구 (CRE du Haut-Richelieu)
  - 생장쉬리슐리외 (Saint-Jean-sur-Richelieu)
- 마게리트 듀빌 지방자치구 (CRE de Marguerite-D'Youville)
  - 베르셰르 (Verchère)
- 브롬-미시스쿼이 지방자치구 (CRE de Brome-Missisquoi)
  - 코완스빌 (Cowansville)
- 액튼 지방자치구 (CRE d'Acton)
  - 액튼베일 (Acton Vale)
- 피에르드소렐 지방자치구 (CRE de Pierre-De Sorel)
  - 소렐트레이시 (Sorel-Tracy)

### 발레뒤오트생로랑
- 레자르댕드나피에르빌 지방자치구 (CRE des Jardins de Napierville)
  - 나피에르빌 (Napierville)
- 루실롱 지방자치구 (CRE de Roussillon)
  - 델슨 (Delson)
- 르오생로랑 지방자치구 (CRE du Haut-Saint-Laurent)
  - 헌팅던 (Huntingdon)
- 보드뢰이유-술랑주 지방자치구 (CRE de Vaudreuil-Soulanges)
  - 보드뢰이유-도리옹 (Vaudreuil-Dorion)
- 보아르노아-살라베리 지방자치구 (CRE de Beauharnois-Salaberry)
  - 보아르노아 (Beauharnois)
- 아크웨사스네 원주민 보호구역 (Akwesasne)
- 카나와게 원주민 보호구역 (Kahnawake)

## 인구
몽테레지 지역의 인구는 2016년 기준 1,507,070명을 기록해 2011년에 비해 4.5% 증가하였다. 몽테레지 인구의 17.2%는 만 15세 미만이고 만 65세 이상의 노인은 18.0%로 조사되었다. 이 지역의 평균 연령은 41.7세로 퀘벡 주 평균인 41.9세와 상이하지만 캐나다 평균인 39.0세보다는 2.7세 더 많은 수준이다. 언어적인 측면에서는 81.4%인 121만 4035명이 프랑스어가 모국어이고 8.3%에 해당하는 12만 4785명이 영어를, 8.3%에 해당하는 123,645명이 다른 언어가 모국어라고 대답하였다. 다른 언어를 모국어라고 대답한 사람들 중에서는 스페인어 (24,110), 아랍어 (15,260), 표준 중국어 (7,685), 루마니아어 (6,650), 광둥어 (6,515) 순으로 가장 많았다. 캐나다의 공식어에 대해서는 지역 인구 47.7%가 프랑스어만, 3.2%가 영어만 알고 있으며, 48.5%는 영어와 불어를 둘 다 알고 있는 것으로 파악된다.